# Підлуки
Підлу́ки — село Миргородського району Полтавської області. Населення станом на 2001 рік становило 19 осіб. Входить до складу Гоголівської селищної громади.

## Географія
Село Підлуки знаходиться за 3 км від правого берега річки Псел, примикає до села Матяшівка. Поруч проходить залізниця, станція Матяшівка за 1,5 км.
Віддаль до селища Велика Багачка — 18 км.

## Історія
Село Підлуки виникло в кінці XIX ст. як хутір Яреськівської волості Миргородського повіту Полтавської губернії.
За переписом 1900 року хутір Підлуки Яреськівської волості Миргородського повіту Полтавської губернії належав до Матяшівської козацької громади. Він мав 1 двір, 5 жителів.
У 1912 році у хуторі Підлуках було 4 жителя.
У січні 1918 року в селі розпочалась радянська доба.
У 1926 році Підлуки входили до Устивицького району Лубенської округи.
З 18 вересня 1941 по 14 вересня 1943 року Підлуки були окуповані німецько-фашистськими військами.
До 2019 року орган місцевого самоврядування — Устивицька сільська рада.

## Відомі люди
- Дзябенко Василь Васильович (1931 р.н.) — Герой Соціалістичної Праці